# Veine circonflexe humérale postérieure
La veine circonflexe humérale postérieure est une veine du bras.

## Trajet
La veine circonflexe humérale postérieure est la veine satellite de l'artère circonflexe postérieure de l'humérus.
Elle passe derrière le col chirurgical de l'humérus et contribue au système anastomotique de la veine circonflexe scapulaire.